# Acericerus heydenii
Acericerus heydenii är en insektsart som först beskrevs av Carl Ludwig Kirschbaum 1868.  Acericerus heydenii ingår i släktet Acericerus, och familjen dvärgstritar. Arten är reproducerande i Sverige.